# Kurovice
Kurovice jsou obec v okrese Kroměříž ve Zlínském kraji. Žije zde 256 obyvatel.

## Historie
První písemná zmínka o vesnici pochází z roku 1275.

## Přírodní poměry
Na hranici Kurovic a Tlumačova se nachází přírodní památka Kurovický lom. Nachází se zde dva rybníky a Kurovický potok, který se následně vlévá do Moravy.

## Obyvatelstvo

### Struktura
Vývoj počtu obyvatel za celou obec i za její jednotlivé části uvádí tabulka níže, ve které se zobrazuje i příslušnost jednotlivých částí k obci či následné odtržení.
| Rok            | 1869 | 1880 | 1890 | 1900 | 1910 | 1921 | 1930 | 1950 | 1961 | 1970 | 1980 | 1991 | 2001 | 2011 | 2021 |
| -------------- | ---- | ---- | ---- | ---- | ---- | ---- | ---- | ---- | ---- | ---- | ---- | ---- | ---- | ---- | ---- |
| Počet obyvatel | 255  | 483  | 498  | 492  | 517  | 529  | 493  | 417  | 390  | 341  | 290  | 265  | 251  | 248  | 254  |
| Počet domů     | 35   | 71   | 72   | 75   | 76   | 78   | 85   | 92   | 89   | 93   | 83   | 98   | 95   | 96   | 103  |

## Obecní správa

### Obecní symboly
Znak a vlajka byly obci uděleny rozhodnutím předsedy Poslanecké sněmovny Parlamentu České republiky dne 27. dubna 1999.

## Pamětihodnosti

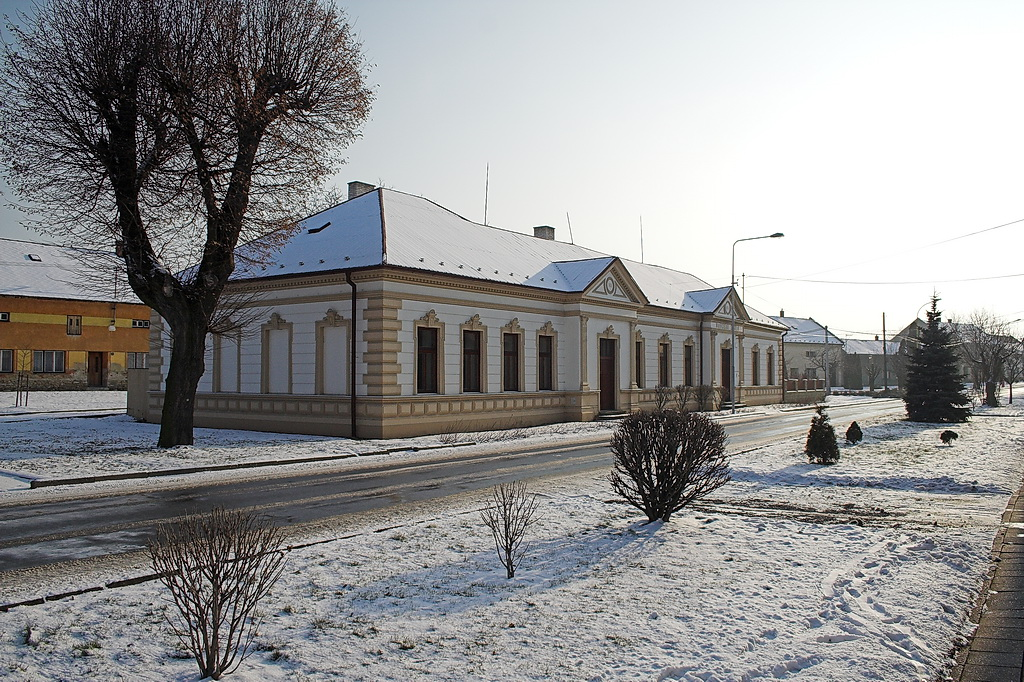
Bývalá obecní škola

- Kostel svaté Kunhuty
- Pamětní kříž na hřbitově
- Tvrz Kurovice